# L'oca del Cairo

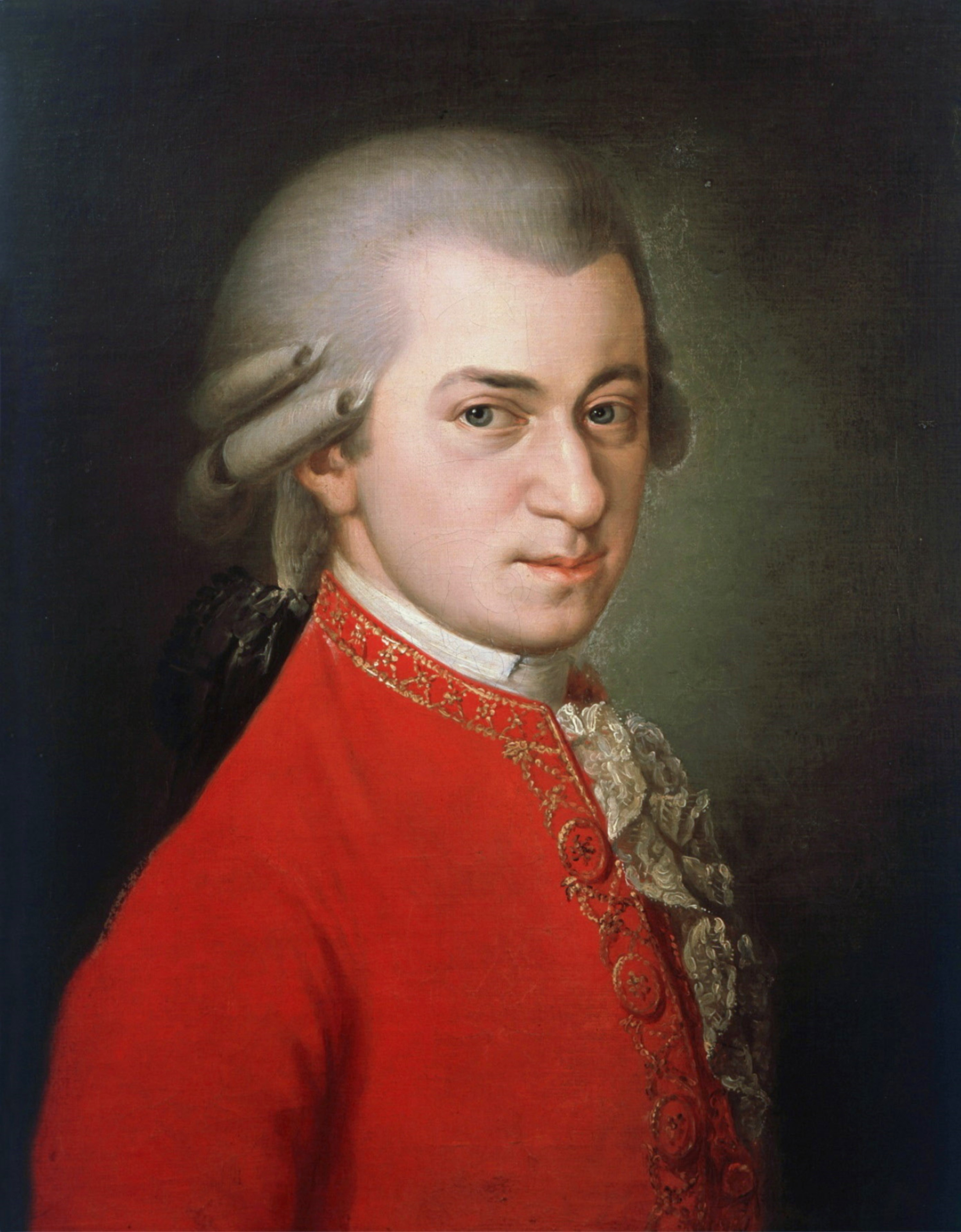
Wolfgang Amadeus Mozart

L'oca del Cairo (Gåsen i Kairo) (K. 422) är en ofullbordad opera i tre akter med musik av Wolfgang Amadeus Mozart och libretto av Giambattista Varesco.

## Historia
Efter succén med Enleveringen ur Seraljen gladde sig Mozart åt förfrågan att skriva en ny opera till Hovoperan. I maj 1783 skrev han till fadern Leopold att han hade tittat igenom åtminstone 100 librettotexter utan att finna en enda som inte skulle behöva göras om fullständigt:
...En viss abbate da Ponte har lovat mig ett men vem vet om han kan eller vill hålla sitt ord. Om han är lierad med Salieri kommer jag aldrig i livet att få något och jag som så gärna skulle vilja visa vad jag kan inom italiensk opera.
Då Da Ponte inte var tillgänglig vände sig Mozart till kaplanen i Salzburg, Giambattista Varesco, som hade hjälpt till med librettot till Idomeneo. Mozart arbetade på operan i november och december 1783 men när han återvände till Wien insåg han att Varescos text var total omöjlig. Efter december månad hördes inget mer angående L'oca del Cairo. 
Vad som återstår av partituret är tre arior, två duetter, en kvartett och en 13 minuters final. 
Den 6 juni 1867 framfördes fragmenten i en fransk version i Paris.

## Personer
- Don Pippo (bas)
- Donna Pantea, hans förmodade avlidna hustru (sopran)
- Celidora (sopran)
- Biondello (tenor)
- Calandrino (tenor)
- Lavina (sopran)
- Chichibio, Don Pippos hovmarskalk (baryton)
- Auretta (sopran)

## Handling
Don Pippo ämnar gifta sig med den ovilliga Lavina och gifta bort dottern Celidora med en ful man. Kvinnornas älskade, Biondello och Calandrino, planerar att hjälpa sina fästmöer med hjälp av Don Pippos hovmarskalk Chichibio och husan Auretta. För att komma in i Don Pippos hus gömmer sig Biondello inuti en stor, mekanisk gås som har tillhandahållits av Don Pippos försvunna hustru Donna Pantea.